# Философов, Дмитрий Александрович
Дми́трий Алекса́ндрович Филосо́фов (30 января 1861, Санкт-Петербург — 6 декабря 1907, там же) — крупный чиновник, государственный деятель Российской империи. Шталмейстер Двора Его Императорского Величества (с 6 декабря 1905), Государственный контролёр Российской империи (1905—1906), министр торговли и промышленности (1906—1907), , член Государственного совета.

## Краткая история жизни
Происходил из древнего дворянского рода, известного ещё с XII века.
В 1885 году окончил физико-математический и юридический факультеты Санкт-Петербургского университета. В апреле 1886 года поступил на службу в Министерство народного просвещения. Однако уже через полтора года, в декабре 1887 перевёлся в Государственную канцелярию, состоявшую при Государственном совете и примерным образом состоял при ней в течение более двенадцати лет. В 1899 году Дмитрий Философов дослужился в ней уже до должности статс-секретаря сначала департамента государственной экономии, а затем департамента промышленности, наук и торговли.

«Умный, талантливый, он отличался беззастенчивостью и какой-то добродушной наглостью. Весьма честолюбивый и всемерно стремившийся к власти, но вместе с тем ленивый по природе», Философов, тем не менее, когда это было нужно, «мог любую работу исполнить и сам, обладая при этом талантливым, чуждым канцелярского шаблона пером». 
25 мая 1901 года Дмитрий Философов был назначен товарищем государственного контролёра, генерал-адъютанта Павла Львовича Лобко и во время его частых разъездов с инспекциями по стране фактически исполнял его обязанности в столице. А после издания Манифеста 17 октября и отставки Павла Лобко, с 28 октября 1905 года — Дмитрий Философов и сам стал государственным контролёром в правительстве С. Ю. Витте.
Среди прочих министров Дмитрий Философов занимал отчётливо либеральные позиции, однако в коллективной деятельности правительства участвовал мало, совершенно справедливо полагая, что Государственный контроль должен быть независимым от Совета министров. Судя по мнению, оставленному его коллегами по службе, Дмитрий Философов имел такую характеристику:

«…он был неглупый бюрократ, весьма образованный и начитанный человек, но без твёрдых убеждений и типичный карьерист… По характеру он казался… эгоистом, но он всегда был очень любезен, приятен в общении и, по-видимому, имел минимальную дозу „предательского духа“, столь распространённого и необходимого в бюрократическом мире. В конце концов, это был просвещённый бюрократ, со многими положительными качествами, но не лишённый ни одного из отрицательных качеств этой породы людей, хотя и смягчённых образованием и общей порядочностью замечательно приличного и, в общем, честного, человека». 
Что весьма показательно, Дмитрия Философова очень высоко ценил Сергей Витте, считая его человеком знающим, умным и честным, и при неожиданной своей отставке с поста премьер-министра он даже рекомендовал Николаю II Философова — на своё место. Возможно, это и сыграло отрицательную роль при выборе императора. Во всяком случае, известно, что за несколько дней перед созывом I государственной Думы, 14 апреля 1906 года Николай II принял Дмитрия Философова и имел с ним беседу как с потенциальным (хотя и маловероятным) кандидатом в премьер-министры.
Во всяком случае, результат был налицо: спустя два месяца Дмитрий Философов был назначен не председателем Совета министров, а министром торговли и промышленности в кабинет Ивана Горемыкина и приступил к исполнению должности 27 июля 1906 года. Проявить себя всерьёз на этом посту он, впрочем, не успел, поскольку менее чем через полтора года скоропостижно скончался.
Похоронен Д. А. Философов в родных краях — в селе Бежаницы Псковской губернии. На месте захоронения в 1908 году была построена часовня-склеп (располагается по адресу: пос. Бежаницы, ул. Советская, д. 66).

## Награды
- Орден Святого Станислава 1-й степени (01.01.1904)
- Орден Святой Анны 1-й степени (01.01.1907)